# Paul Bodifée
Johannes Petrus Paulus 'Paul' Bodifée (Deventer 29 juni 1866 – aldaar, 23 januari 1938) was een Nederlands kunstschilder en graficus. Hij werkte in een stijl die verwant is aan de Haagse School en werd vooral bekend om zijn landschappen en stadsgezichten in Overijssel.

## Leven en werk
Bodifée was de zoon van deurwaarder Matthias Joseph Bodifée (1826–1906) en Elizabeth Hendriks (1829–1867) en zevende van acht kinderen. Hij volgde na de HBS een opleiding tot tekenleraar aan de Rijksnormaalschool voor Teekenonderwijzers en nam daarna schilderlessen aan de Rijksakademie van beeldende kunsten. Hij opende een atelier in Nieuwer-Amstel en werd lid van de kunstenaarsvereniging Arti et Amicitiae. Later werd hij ook lid van Pulchri, in Den Haag, waarvan ook veel Haagse School-schilders lid waren. 

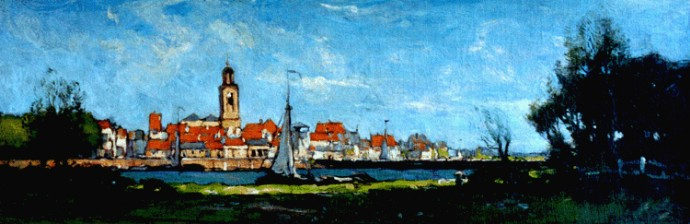
Gezicht op Deventer

Tussen 1889 en 1893 woonde Bodifée in Ravenstein, waar hij tekenleraar was. Daarna vestigde hij zich definitief in Deventer, waar hij les ging geven aan de HBS. In 1896 trouwde hij met Rosa Elisa Leeuw (1868–1937), dochter van Henri Leeuw sr., met wie hij vier kinderen kreeg. De contacten met de familie van Rosa stimuleerden Bodifée in zijn artistieke ontwikkeling. Ze musiceerden veel en maakten studiereizen naar Barbizon.
In zijn studietijd maakte Bodifée studies naar zeventiende-eeuwse Hollandse meesters. Voor 1900 schilderde hij vooral figuurstukken en portretten, maar uiteindelijk vond hij zijn definitieve roeping in het weergeven van de natuur. Hij schilderde 'en plein air', soms ook samen met zijn leerlingen, waarbij hij per fiets (schilderskoffer achterop) of met het openbaar vervoer de karakteristieke plekjes in Overijssel en met name Salland opzocht, onder andere in Giethoorn. Ook maakte hij stadsgezichten van Deventer, Zutphen en Nijmegen. Verder ontwierp hij decors voor toneeluitvoeringen en beschilderde hij de muren van de sociëteit van kunstenaarsvereniging Pictura Veluvensis, waarvan hij lid was. Hij kreeg regelmatig opdrachten voor grafisch werk, met name voor kalenders en platenalbums. In 1923 maakte hij een aquarel voor het album 'Nationaal Huldeblijk' ter gelegenheid van Koningin Wilhelmina’s 25-jarig regeringsjubileum.
Bodifée schilderde voornamelijk in een stijl die verwant is aan de Haagse School, met een vrij-impressionistische hand en met een typerend kleurgebruik, vaak in groengrijze toonwaarden, aangevuld met blauw. De compositie is meestal op ooghoogte weergegeven. Hij overleed in 1938, kort na zijn echtgenote Rosa. Zijn werk is onder andere te zien in Museum De Waag in Deventer. In 2012 werd zijn totale archief te Deventer overgeheveld naar het Stadsarchief en Athenaeumbibliotheek.

## Galerij

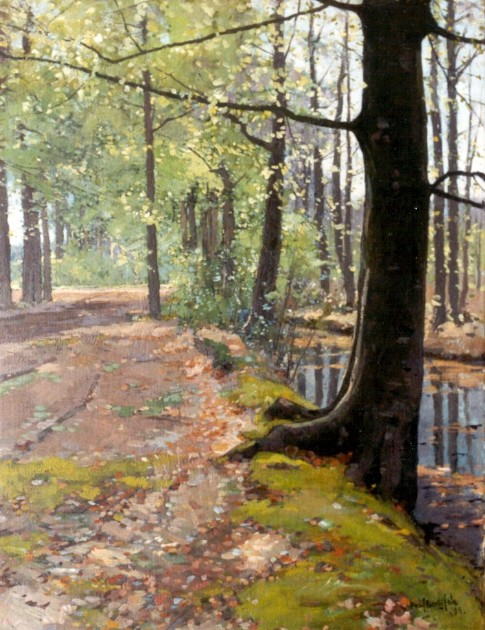
Voorjaar
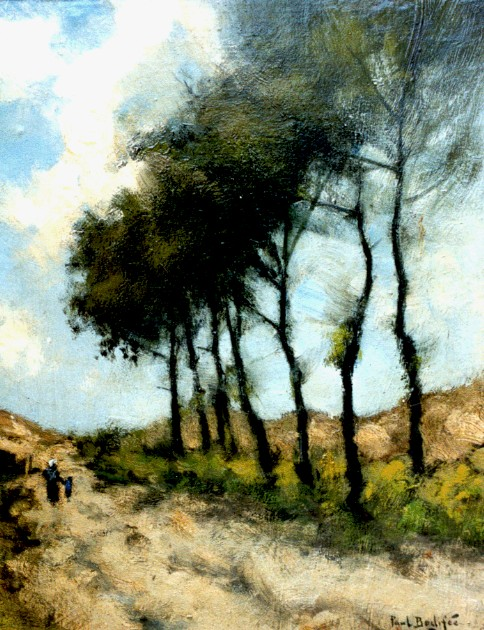
Figuren op een landweg
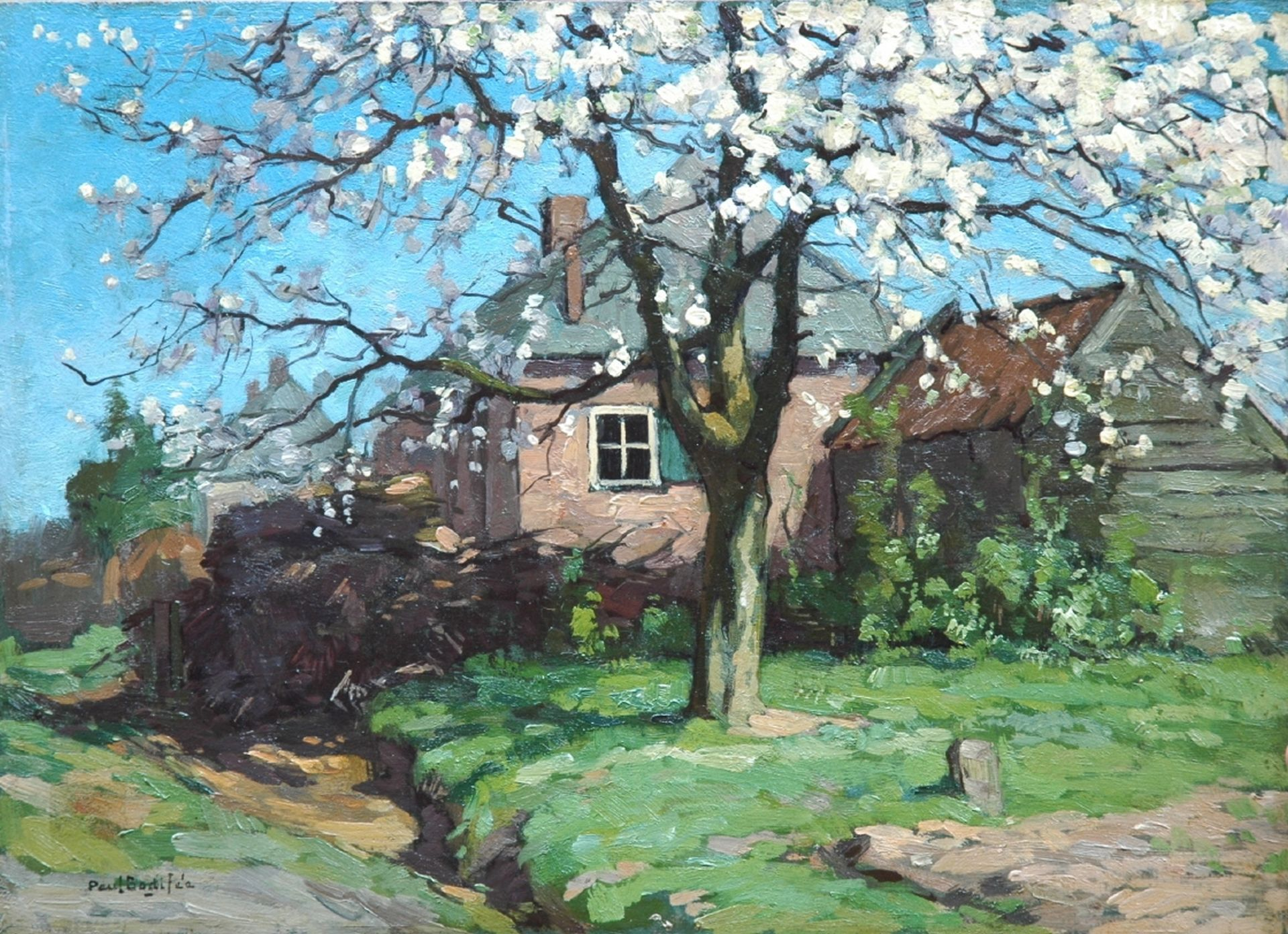
Bloeiende kersenboom
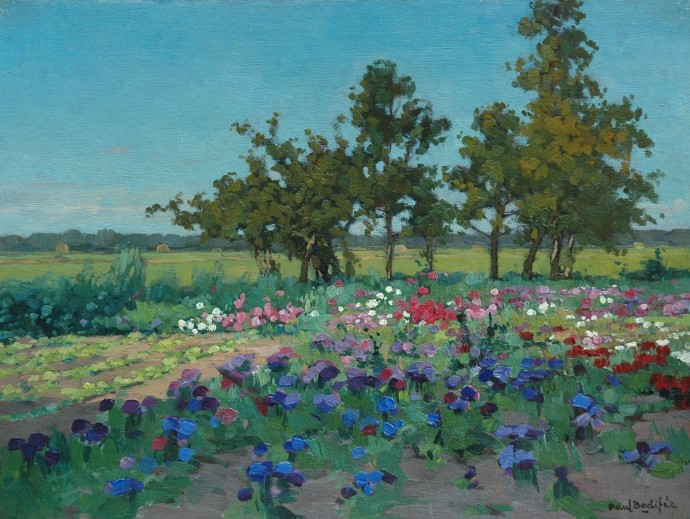
Bloemenveldje
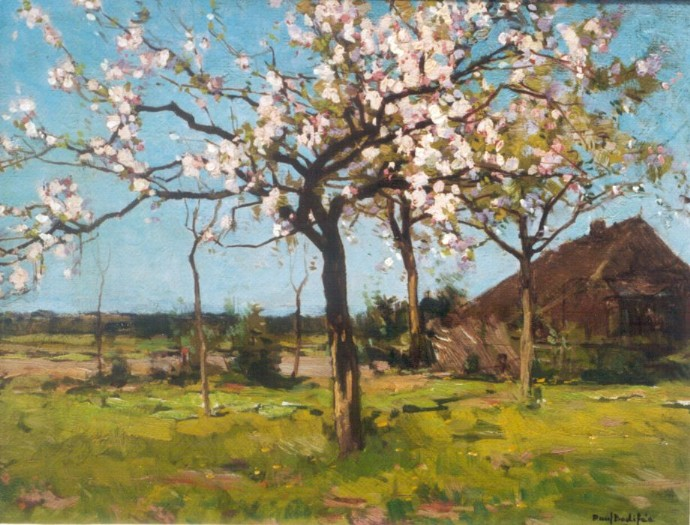
Bloesembomen in het voorjaar
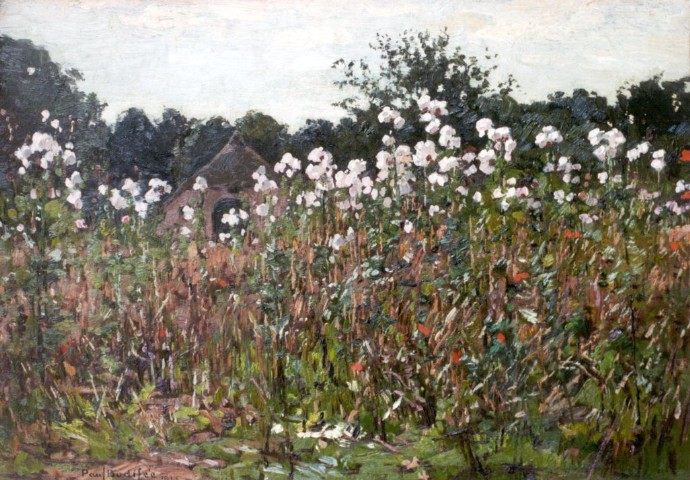
Uitgebloeide distels
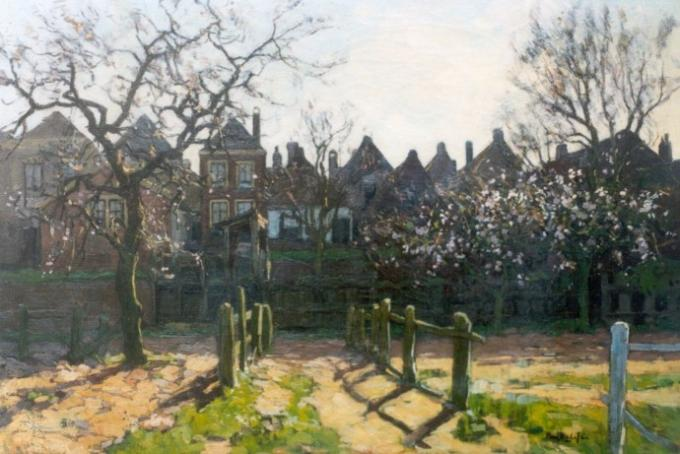
Langs het kanaal
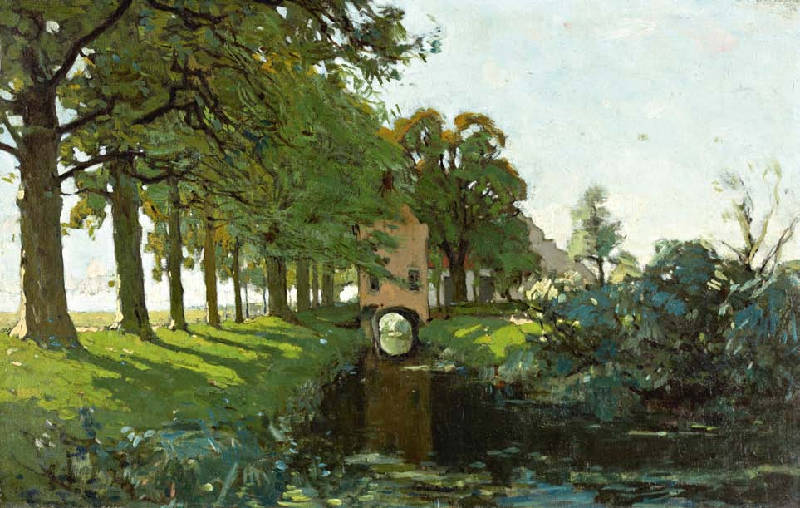
Chartreuze bij Utrecht
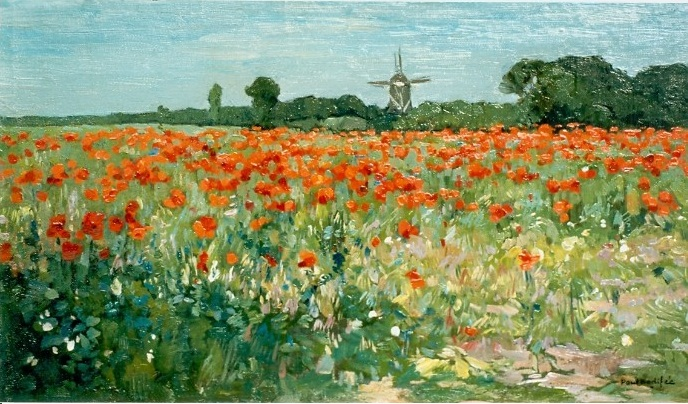
Bloeiende papavers
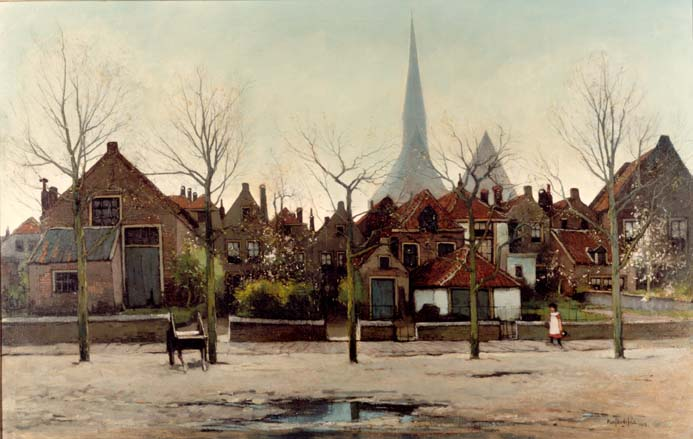
De Sijzenbaan, Deventer